# 六家桥乡
六家桥乡，是中华人民共和国江西省抚州市崇仁县下辖的一个乡镇级行政单位。

## 行政区划
六家桥乡下辖以下地区：
曹坊村、石桥村、南岸村、七分村、王铁村、寺下村、梅坊源村、艾坊村和石桥垦殖场。